# Presbytère de Saint-Aubin-de-Luigné
Le presbytère de Saint-Aubin-de-Luigné est un presbytère situé à Saint-Aubin-de-Luigné, en France.

## Localisation
Le presbytère est situé dans le département français de Maine-et-Loire, sur la commune de Saint-Aubin-de-Luigné.

## Historique
L'édifice est classé au titre des monuments historiques en 1964.